# Scala d'assedio

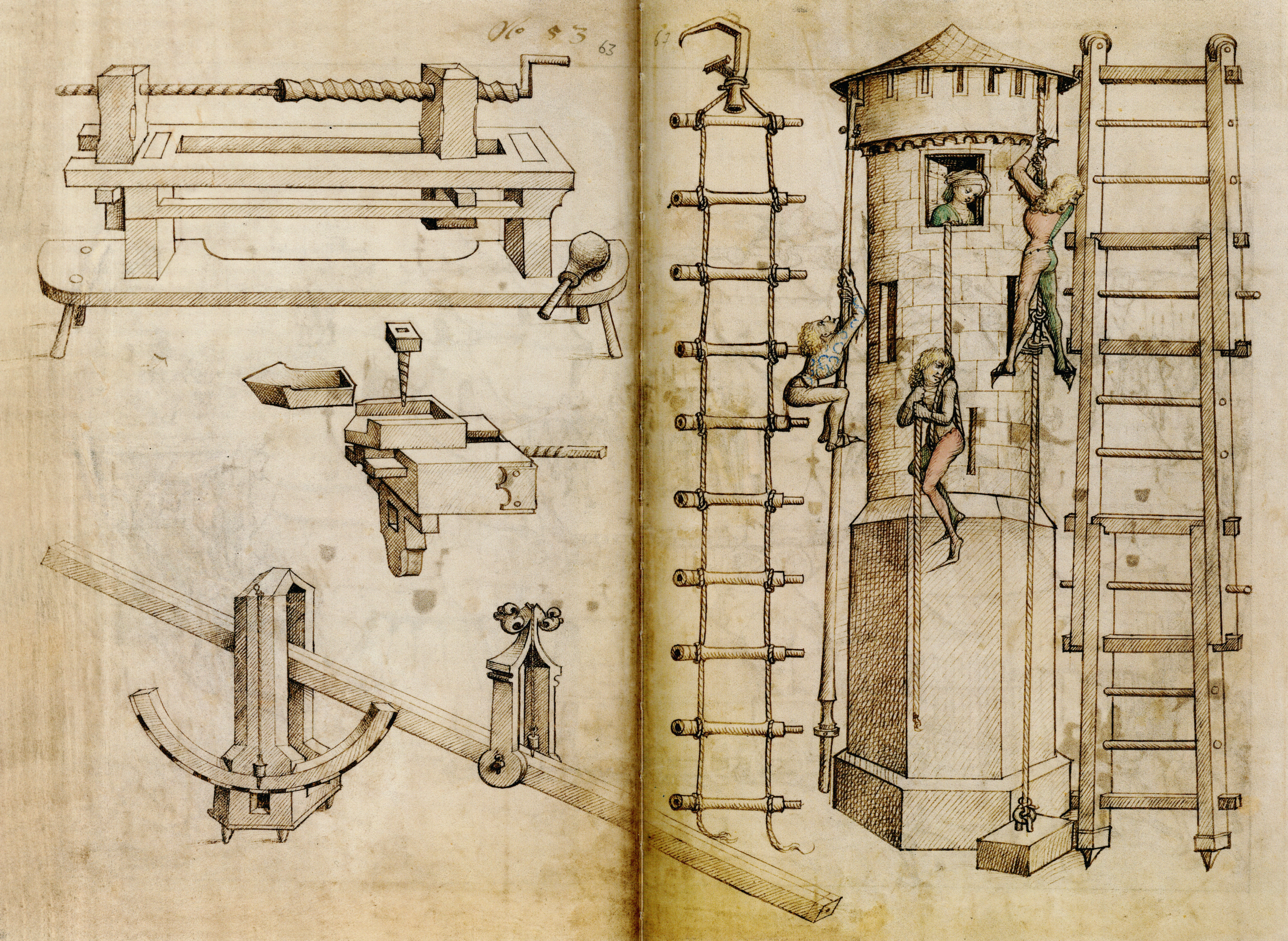
Esempi di scale d'assedio dopo il 1480.

La scala d'assedio fu il primo strumento d'assedio utilizzato fin dall'antichità. Le scale costituirono certamente il più facile metodo per scalare le mura nemiche, come testimoniato anche all'epoca dell'antico Egitto e degli Assiri. La scala era proporzionata all'altezza del muro. Non doveva essere né troppo corta né troppo lunga, per evitare nel primo caso di non poter raggiungere il parapetto nemico, nel secondo di essere facilmente respinta dai difensori della città assediata. Il loro utilizzo continuò anche durante il periodo ellenico, romano e medioevale. Polibio scriveva, descrivendo gli assedi durante la seconda guerra punica:
(Polibio, Storie, IX, 19, 5-9; 20, 1.)
Secondo invece Apollodoro di Damasco, architetto dell'epoca di Traiano ed Adriano, le scale dovevano oltrepassare il bordo del muro di tre piedi (quasi un metro), che tradotto in termini matematici dal Cascarino (nel suo studio del 2008) equivaleva a dire: L = 1,15 * H + 3, dove L=lunghezza scala e H=altezza delle mura. Il materiale, sempre secondo Apollodoro, doveva essere di frassino, faggio, olmo o altro, purché leggero, ma resistente. Potevano essere componibili con ogni sezione non più lunga di 12 piedi, dove i montanti della seconda scala andavano inseriti in quelli della prima, quelli della terza tra quelli della seconda e così via. Le estremità inferiori andavano poi fissate ad una trave circolare lunga 15 piedi, fissata al suolo di fronte alle mura avversarie per evitare scivolamenti e sollevare la scala con corde e funi, nel modo più veloce possibile.